# Too Drunk to Fuck
«Too Drunk to Fuck» es el cuarto sencillo de la banda estadounidense de punk rock Dead Kennedys. El disco fue lanzado en mayo de 1981 en Cherry Red Records con "The Prey" como cara B. Ambas canciones de este sencillo están disponibles en el álbum recopilatorio de 1987, Give Me Convenience or Give Me Death.
El sencillo alcanzó el puesto 36 en la lista de sencillos del Reino Unido, aunque no se vendió en algunas tiendas de discos debido a su provocativo título. Fue el primer sencillo Top 40 del Reino Unido que incluyó la palabra «fuck» en su título. La BBC lo prohibió en Radio 1. En las listas de éxitos, generalmente se lo denominaba "Too Drunk to". Cuando alcanzó el Top 40, el presentador Tony Blackburn se refirió a él simplemente como "un disco de un grupo que se hace llamar The Dead Kennedys". Dead Kennedys proporcionó una calcomanía a algunas tiendas de discos que se ofendieron por el título que decía: "Precaución: eres víctima de otro minorista pesado que teme deformar tu mente al revelar el título de este disco, así que ve lentamente y verás..." 
La canción presenta letras satíricas de Jello Biafra que pintan una imagen mordaz de una fiesta escandalosa y estúpida, con un riff pesado de surf rock/garage rock del guitarrista East Bay Ray. "Un riff muy difícil de tocar... muy, muy rápido", observó el comediante Bill Bailey, quien hizo un cover de la canción con su banda de punk Beergut 100. "No puedes tocarlo incluso si has bebido [sólo] media cerveza". La canción termina con el sonido de un hombre vomitando.

## Controversia de licencia
Después de que el resto de la banda obtuvo los derechos del material de Dead Kennedys, obtuvieron la licencia de "Too Drunk to Fuck" para su uso en la película Planet Terror de 2007. Casi de inmediato, Biafra criticó a sus antiguos compañeros de banda, citando específicamente que la canción (una versión de Nouvelle Vague) se usó en una escena de violación en la película, diciendo: "Algunas personas harían cualquier cosa por dinero". Se le respondió de la misma manera, desafiándolo a donar su parte del dinero a la caridad.

## Personal
- Jello Biafra - voz
- East Bay Ray - guitarra
- Klaus Flouride – bajo, coros
- Ted - batería
- Geza X - productor

## Posicionamiento en listas
| Listas (1981)    | Posición más alta |
| ---------------- | ----------------- |
| UK Indie Chart   | 1                 |
| UK Singles Chart | 36                |